# دیوید آندرس
دیوید آندرس (به انگلیسی: David Anders) بازیگر تئاتر و تلویزیون آمریکایی است. وی بیشتر به خاطر بازی در نقش جولیان سارک در سریال آلیاس شناخته شده‌است. با این که وی آمریکایی است، ولی در بیشتر فیلم‌هایش، با لهجهٔ بریتانیایی صحبت می‌کند.

## فیلم شناسی
- سریال قهرمان ها در نقش آدام مونرو
- سریال آلیاس در نقش جولیان سارک
- فصل ۸ سریال ۲۴ در نقش جوزف
- فصل ۲ خاطرات خون آشام در نقش جاناتان "جان" گلبرت
- سریال روزی روزگاری در نقش دکتر فرانکشتاین
- سریال آی زامبی در نقش بلین "دیبرز" مک دونا